# Capitu (minissérie)
Capitu é uma minissérie brasileira produzida pela TV Globo e exibida entre 9 e 13 de dezembro de 2008, em 5 capítulos.
Baseada no romance Dom Casmurro de Machado de Assis, foi desenvolvida por Euclydes Marinho com a colaboração de Daniel Piza, Luis Alberto de Abreu e Edna Palatnik, e contou com roteiro final e direção geral de Luiz Fernando Carvalho.
A produção foi uma homenagem ao centenário de morte de Machado de Assis, autor do romance Dom Casmurro, no qual a série se baseia. Capitu é a segunda produção do Projeto Quadrante (a primeira foi A Pedra do Reino, realizado pelo mesmo diretor Luiz Fernando Carvalho), que buscou levar a literatura brasileira para a televisão.
Contou com Maria Fernanda Cândido, Michel Melamed, Pierre Baitelli, Bellatrix Serra, Eliane Giardini, César Cardadeiro e Letícia Persiles nos papéis principais.

## Sinopse
Capitu se desenvolve a partir da promessa de Dona Glória (Eliane Giardini), mãe do protagonista Bentinho: depois de perder um filho, ela jura fazer do próximo herdeiro um padre; mas Bentinho tem uma enorme paixão pela sua vizinha e melhor amiga Capitu, mas por causa da ele tem que ir para o seminário. Mesmo a contragosto, Bentinho vai para um seminário, onde conhece Escobar que vira seu melhor amigo. Antes deixar o seminário José Dias ajuda a Bentinho ficar junto a sua amada. Quando deixam o seminário deixando de ser padre, vai estudar fora por alguns anos ele forma-se advogado e se casa com Capitu. Escobar torna-se comerciante e se casa com Sancha, amiga de infância de Capitu. O casal Escobar e Sancha geram uma filha, Capituzinha. Dois anos depois, para a alegria de Bento e Capitu, nasce Ezequiel. Os casais mantêm fortes laços de amizade. Num jantar na casa de Escobar, os quatro amigos planejam uma viagem para a Europa. Uma  fatalidade tira a vida de Escobar, que morre afogado no dia seguinte. A morte do amigo aumenta ainda mais a culpa e os ciúmes de Bentinho,  que acredita que Capitu o traiu com seu melhor amigo, duvida ser realmente o pai de Ezequiel, que tem muita semelhança com o amigo.

## Elenco
| Interprete             | Personagem                                          |
| ---------------------- | --------------------------------------------------- |
| Maria Fernanda Cândido | Maria Capitolina de Pádua Santiago (Capitu)         |
| Michel Melamed         | Bento de Albuquerque Santiago (Bentinho)            |
| Letícia Persiles       | Maria Capitolina de Pádua Santiago (Capitu) (jovem) |
| César Cardadeiro       | Bento de Albuquerque Santiago (Bentinho) (jovem)    |
| Pierre Baitelli        | Ezequiel de Sousa Escobar (Escobar)                 |
| Bellatrix Serra        | Sancha Gurgel Escobar                               |
| Eliane Giardini        | Glória de Albuquerque Santiago (Dona Glória)        |
| Rita Elmôr             | Justina Santiago (Prima Justina)                    |
| Sandro Christopher     | Cosme de Albuquerque Marcolini (Tio Cosme)          |
| Charles Fricks         | Sr. Pádua                                           |
| Izabella Bicalho       | Fortunata de Pádua (Dona Fortunata)                 |
| Antônio Karnewale      | José Dias                                           |
| Thelmo Fernandes       | Sr. Gurgel                                          |
| Emílio Pitta           | Padre Cabral                                        |
| Eduardo Pires          | Eduardo (Poeta)                                     |
| Vitor Facchinetti      | Dandi do Cavalo-Alazão                              |
| Alan Scarpari          | Ezequiel de Pádua Santiago                          |
| Beatriz Souza          | Capitolina Gurgel Escobar (Capituzinha)             |
| Jacy Marques           | Escrava                                             |
| Gabriela Luiz          | Escrava                                             |

### Participações especiais
| Interprete    | Personagem          |
| ------------- | ------------------- |
| Fabrício Reis | Ezequiel Santiago   |
| Paulo José    | Vigário da Paróquia |
| Alby Ramos    | Pai do Manduca      |

## Produção
Capitu marca o lançamento na TV dos atores Letícia Persiles e Michel Melamed, entre outros.
A minissérie foi filmada nas ruínas do antigo Automóvel Clube, no Centro do Rio de Janeiro, e todo o universo cenográfico foi criado a partir de papéis de jornal e material reciclado.
O processo de produção da série de TV foi documentado no livro Capitu (Editora Casa da Palavra/2008), dividido em duas partes. Durante dois meses os atores e a equipe técnica se reuniram semanalmente e assistiram palestras sobre a obra de Machado de Assis: Sergio Paulo Rouanet, Daniel Piza, Maria Rita Kehl, Luiz Alberto Pinheiro de Freitas, Carlos Byington, Edmilson Martins Rodrigues e Gustavo Bernardo. Os textos dessas palestras compõe a primeira parte do livro e ajudam o leitor a entender todas as nuances do romance de Machado de Assis. Na segunda parte, depois de uma introdução do diretor, as imagens da minissérie e o texto do próprio Machado formam quase que uma fotonovela e contam “visualmente” a famosa história de amor e ciúme de Bento e Capitu.
No ano em que a minissérie foi exibida, foi lançado o livro Quem é Capitu? (Editora Nova Fronteira), uma coletânea de contos, crônicas e ensaios sobre a personagem Capitu, do livro Dom Casmurro, de Machado de Assis. Participam também nomes como Lya Luft, Fernanda Montenegro, Luis Fernando Veríssimo, Millôr Fernandes, Lygia Fagundes Telles e Silviano Santiago. No artigo Capitu c’est moi?, o diretor Luiz Fernando Carvalho discorre sobre sua visão acerca da obra machadiana e sobre o processo de criação da minissérie Capitu.

## Exibição

### Outras mídias
Nunca reprisada, foi disponibilizada na íntegra pelo Globoplay em 16 de junho de 2025, como parte do Projeto Resgate.

## Recepção
"Luiz Fernando Carvalho, em seu mais recente trabalho na TV (Capitu), evitou a transposição e assumiu o que eu chamaria de "posição" diante do desafio de dar imagem, som, luz e processo narrativo a "Dom Casmurro", a mais famosa obra-prima da literatura nacional. Por acaso, sua carreira na televisão começou com um romance de Machado de Assis (Helena) e seguiu em ritmo ascendente com outros textos importantes da nossa produção literária: Lavoura Arcaica e A Pedra do Reino. No caso de Dom Casmurro, essa "posição", ao mesmo tempo em que traz o novo na abordagem de um grande clássico, traz o charme tecnicamente bem elaborado de um "mix" de várias artes autônomas, como a ópera, o teatro e o próprio romance"

—Carlos Heitor Cony, Folha de S.Paulo.
A minissérie recebeu o Grande Prêmio da Crítica da APCA (2009), foi escolhida Melhor Fotografia Prêmio ABC, ganhou o prêmio Creative Review na categoria Best in book e Design and Art Director.
Na opinião do crítico Gustavo Bernardo, a minissérie merece "ser vista e revista vezes sem conta, no mínimo porque cada fragmento de cena é precioso de tão bonito".
Segundo o diretor de teatro Gabriel Villela, Luiz Fernando Carvalho faz obra de arte na tela, convoca o brio do espectador para que ele não aceite nada mastigado, mas que mastigue com Casmurro.
Para Randall Johnson, diretor do Centro de Estudos Latino-Americanos da UCLA, "Luiz Fernando Carvalho é hoje, sem dúvida, o diretor que tem o trabalho mais autoral de toda a produção de TV e cinema no Brasil".

## Prêmios e indicações
| Ano  | Prêmio                                           | Categoria                              | Indicado               | Resultado | ref |
| ---- | ------------------------------------------------ | -------------------------------------- | ---------------------- | --------- | --- |
| 2009 | Prêmio ABC                                       | Melhor Fotografia                      | Luiz Fernando Carvalho | Venceu    |     |
| 2009 | Prêmio Creative Review                           | Best in book e Design and Art Director | Luiz Fernando Carvalho | Venceu    |     |
| 2009 | Prêmio Contigo! de Tv                            | Melhor Atriz Infantil                  | Beatriz Souza          | Indicado  |     |
| 2009 | Prêmio Qualidade Brasil                          | Melhor Minissérie                      | Euclydes Marinho       | Indicado  |     |
| 2009 | Prêmio Qualidade Brasil                          | Melhor Ator de Minissérie              | Michel Melamed         | Indicado  |     |
| 2009 | Prêmio Qualidade Brasil                          | Melhor Atriz de Minissérie             | Maria Fernanda Cândido | Indicado  |     |
| 2009 | Prêmio Qualidade Brasil                          | Melhor Ator Coadjuvante de Minissérie  | Sandro Christopher     | Indicado  |     |
| 2009 | Prêmio Qualidade Brasil                          | Melhor Atriz Coadjuvante de Minissérie | Eliane Giardini        | Indicado  |     |
| 2009 | Prêmio Qualidade Brasil                          | Melhor Diretor de Minissérie           | Luiz Fernando Carvalho | Indicado  |     |
| 2010 | Troféu APCA                                      | Melhor Diretor de Minissérie           | Luiz Fernando Carvalho | Venceu    |     |
| 2010 | Festival Internacional de Publicidade de Cannes. | Novas Mídias                           | Luiz Fernando Carvalho | Venceu    |     |

## Audiência
O primeiro capítulo teve média de 17 pontos. A minissérie teve média de 15 pontos.